# 高雄市立中正高級工業職業學校
高雄市立中正高級工業職業學校，簡稱中正高工，為臺灣南部男女兼收的技術型高級中等學校。

## 教學單位
| 教學單位 | 機械科(機械群)       | 電腦機械製圖科(機械群) |
| 教學單位 | 電機科(電機與電子群) | 電子科(電機與電子群)   |
| 教學單位 | 資訊科(電機與電子群) | 控制科(電機與電子群)   |
| 教學單位 | 冷凍科(電機與電子群) | 化工科(化工群)         |
| 教學單位 | 建築科(土木群)       | 金工科(設計群)         |
| 教學單位 | 汽車美容服務科(特教) |                        |

## 歷史
- 1980年7月1日：成立「高雄市立中正高級工業職業學校」
- 1980年8月：招收機工科、電工科、建築科、化工科新生。暫借新興國小教室上課。
- 1981年8月：增設電器冷凍修護科。
- 1982年8月：增設機械製圖科及汽車修護科。
- 1983年8月：成立補校，並試辦「延長以職業教育為主的國民教育」。
- 1983年8月：招收體育實驗班（建築科）一班。
- 1986年8月：實施群集教育課程，設機械群—機械科、汽車科；電機電子群—電機科、控制科、電子科、資訊科、冷凍空調科；土木建築群—建築科；化工群—化工科。
- 1988年8月：招收機械製圖科（乙類課程）新生。
- 1992年8月：增設普通科（體育實驗班）一班。
- 1997年8月：增設金屬工藝科一班。
- 1999年8月：附設進修學校停招控制科（自費班），增設電機科（編制班）。
- 2000年8月：附設進修學校停招建築科（自費班），增設資訊科（自費班）。
- 2004年8月：開辦綜合高中五班，推展適性課程。
- 2013年8月：與中國鋼鐵股份有限公司合作，推辦建教實驗班（電機與機械課程）。
- 2014年9月：專科實習大樓動土典禮暨開工。
- 2015年8月 : 綜合高中停辦，開辦綜合職能科，幫助身心障礙的學生有能力在社會生存
- 2020年7月:中鋼建教實驗班停辦

## 校訓
忠、孝、誠、樸
- 忠勇愛國：殫精竭智、盡職負責，不可有廢弛敷衍之行為。

- 孝悌齊家：孝順恭敬、慈愛敦睦，不可有倨傲違逆之行為。

- 誠信立業：誠心修身、篤行信義，不可有卑劣詐偽之行為。

- 勤樸服務：樸實節儉、刻苦耐勞，不可有奢侈浮華之行為。

## 歷任校長
- 黃孝棪：1980年7月1日~
- 吳英常：1989年8月~
- 陳守仁：1997年8月~
- 吳叁鏡：2003年8月1日~
- 楊狄龍：2007年8月1日~
- 張輝正：2015年8月1日~
- 高瑞賢：2019年8月1日～
- 張簡玲娟:2023年8月1日～

## 足球隊
中正高工足球隊為台灣南部高中足球勁旅之一，曾獲1990年中正盃足球賽及2004年全國青年盃冠軍。

### 榮譽
- 中正盃足球賽
  - 冠軍：1990
- 全國青年盃
  - 冠軍：2004（U19）
  - 亞軍：1999（U19）
  - 季軍：1995（U19）、1999（U17）
  - 殿軍：2014（U18）
- 全國中學足球聯賽
  - 亞軍：2015
  - 第五名：2006
  - 第七名：2010

## 籃球隊
中正高工籃球隊於2014年成立，由電子科余佳晉老師自願性的兼任籃球隊教練，功成身退的余老師則輾轉將執教的棒子交給黃偲維教練，期待能帶領中工持續達成目標。
當前最佳紀錄為：
- 2015屏中盃冠軍
- 2015屏東市長盃冠軍
- 2016全國高中職輝煌廣播網畢業盃亞軍

## 排球隊
中正高工排球隊於2017年成立，目前最佳成績為：
- 2018年高雄校際友誼賽第六名
- 107學年度高中乙級排球聯賽高雄區第六名

## 著名校友

### 足球員
- 陳柏良（中國足球甲級聯賽浙江綠城隊長及中華台北男子足球代表隊隊長）

### 藝人
- 康晉榮（康康）
- 吳慷仁
- 李宗霖

### 職棒球員
- 許閔嵐
- 許銘傑
- 李明進
- 許誌為
- 林威助(先讀一年，而後因家庭因素移民到日本。故中正高工之傑出校友也有錄其名)
- 葉成龍
- 曾琮萱

## 學校周遭事件
- 2014年8月發生高雄氣爆事故，學校周遭一心一路、二聖一路均遭毀損皆為災區，中正高工緊急開設災民收容中心
- 2016年10月24日上午校內教室發生爆炸，金屬工藝科蔡姓1年級學生引燃自製手榴彈，導致該生左腿、左軀幹約10%二度灼傷，無造成其他師生受傷。警方抵達現場調查，發現引發爆炸的是1枚土製手榴彈，研判是蔡姓學生於上課時拿出來把玩，不慎觸動機關引爆。